# Аллін (Іллінойс)
Аллін (англ. Ullin) — селище (англ. village) в США, в окрузі Пуласкі штату Іллінойс. Населення — 466 осіб (2020).

## Географія
Аллін розташований за координатами 37°16′42″ пн. ш. 89°10′36″ зх. д. / 37.27833° пн. ш. 89.17667° зх. д. (37.278375, -89.176605).  За даними Бюро перепису населення США в 2010 році селище мало площу 7,42 км², з яких 7,28 км² — суходіл та 0,14 км² — водойми.

## Демографія
Згідно з переписом 2010 року, у селищі мешкали 463 особи в 222 домогосподарствах у складі 117 родин. Густота населення становила 62 особи/км².  Було 258 помешкань (35/км²).
Расовий склад населення:
| - 67,8 % — білих - 27,4 % — чорних або афроамериканців - 0,9 % — корінних американців - 0,4 % — азіатів |

До двох чи більше рас належало 3,5 %. Частка іспаномовних становила 0,9 % від усіх жителів.
За віковим діапазоном населення розподілялося таким чином: 20,7 % — особи молодші 18 років, 55,1 % — особи у віці 18—64 років, 24,2 % — особи у віці 65 років та старші. Медіана віку мешканця становила 45,6 року. На 100 осіб жіночої статі у селищі припадало 80,2 чоловіків;  на 100 жінок у віці від 18 років та старших — 75,6 чоловіків також старших 18 років.
Середній дохід на одне домашнє господарство  становив 37 731 долар США (медіана — 20 781), а середній дохід на одну сім'ю — 65 714 долари (медіана — 58 977). За межею бідності перебувало 26,6 % осіб, у тому числі 52,7 % дітей у віці до 18 років та 25,9 % осіб у віці 65 років та старших.
Цивільне працевлаштоване населення становило 126 осіб. Основні галузі зайнятості: освіта, охорона здоров'я та соціальна допомога — 51,6 %, публічна адміністрація — 14,3 %, роздрібна торгівля — 6,3 %, науковці, спеціалісти, менеджери — 6,3 %.